# Маврицій Гославський
Маври́цій Госла́вський, або Маври́цій Ґосла́вський (пол. Maurycy Gosławski; 5 жовтня 1802, містечко Фрампіль, нині село Косогірка Ярмолинецького району Хмельницької області — 17 листопада 1834, місто Станиславів, нині Івано-Франківськ) — польський поет, представник «української школи» в польській літературі. Представник роду Ґославських гербу Окша.

## Біографічні відомості

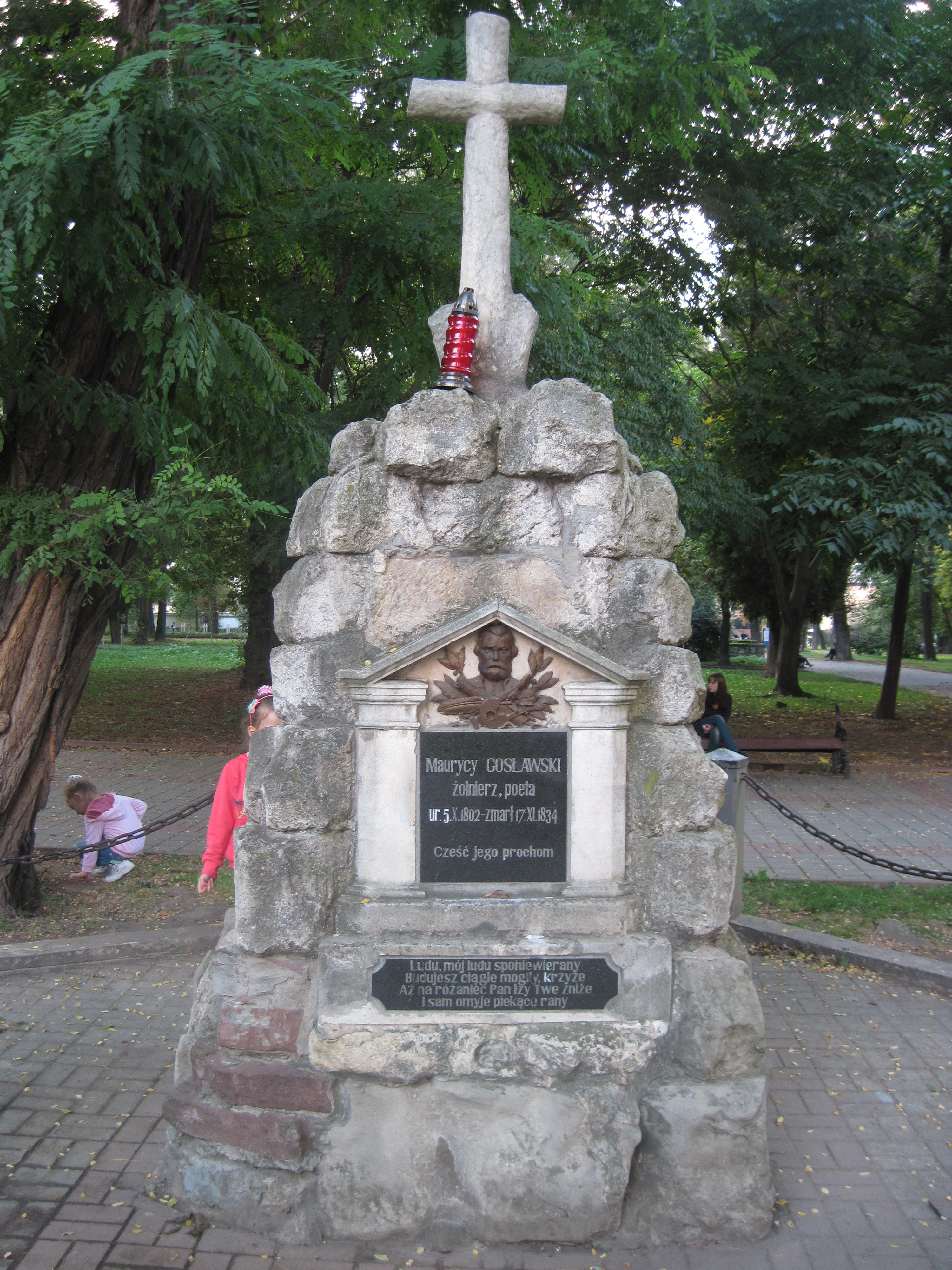
Ґославскі Маурицій, надгробок

Народився у збіднілій шляхетській родині. Батько походив з Чорнивод, мати — Францішка Попілювна — була з Галичини. Батько служив у графині Александри Браніцької, пізніше — в її доньки, графині Ельжбети Воронцової до 1832 в Нігині, там пізніше жив один з братів — Альбін Гославський. Дитячі роки Маврицій провів у селі Нігині (нині Кам'янець-Подільського району). У 1812—1816 роках навчався у повітовій школі в Кам'янці-Подільському (жив у будинку Ляховецьких на вулиці Конторській, нині — вулиця Троїцька, будинок № 2).
У 1819—1822 роках навчався у Кременецькому ліцеї.
Працював домашнім учителем. Спочатку був учителем у Березівці, у 1824 — у Черемошнім Ямпільського повіту, у Вілямовських, у 1825—1826 — у Кордишівці у Міхальських. Меланія Міхальська була 9 років коханою дівчиною Гославського.
У 1827 перебуває у Варшаві, де при допомозі Красінського[кого?] були видані перші збірки.
На початку 1828 повертається на Поділля. В 1828-29 задіяний в російсько-турецькій війні. В 1830 перебував у Варшаві, а пізніше перебуває в південній Франції. В 1831 назавжди покинув Поділля. Тоді востаннє мав зустріч з Меланією Міхальською.
У 1833 році повертається з Франції до Галичини. Перебував у Бичківцях під Чортковом і на мінеральних водах у Конопківці, де також керував аматорським театром.
Учасник польського повстання 1830—1831 років. Восени 1834 року заарештовано австрійською жандармерією. Помер у тюрмі від тифу.
Автор поеми «Поділля» (1826).
Гославський згадує в своїй поемі Роксолану і вказує тут, що за давніми народними переказами Роксолана є донькою пароха Лісовського з містечка Чемеровець.
В 19 ст. не було на Поділлі пісні яку би більше співали ніж «Думку» Мавріція Гославського. Все Поділля незалежно чи то була шляхта, чи простий люд співало її.
«Якби орлом бути!
Літ сокола мати!
Льотом орлиним чи соколиним
Летіти б над Поділлям
Жити б його життям!»
Dumka

Якби орлом бути, Літ сокола мати! Крилом орлиним чи соколиним летіти над Поділлям, Жити б його життям!
Дорога та земля, Думка її моя знає! Там саме перше моє щастя, Там самі перші неспокої, Там сама перша сльоза!
Там щоб ніч і день, Як зачарована тінь, Там щоб літав як спогад, Груди освіжав, черпав дихання, Боже! у орла зміни!
Якби зірочкою бути, Над Поділлям коренитися! Ясним оком в травневу ніч Над коханої любої головою, До ранку блищати!
Або з поза туману, Засилати солодкі сни. Як в озера фоні Відбивається світлом чистим В його крапельці сльози!
Потім весь день, Як зачарована тінь, Не дивлячись оком, Захоплюватися її виглядом! Боже! у зірочку зміни!
Порожня цих днів Картина душі бачить уві сні — Заплач люба гірким плачем. Над коханцем, над блукачем, що був милий Тобі.
Окаянні ми! Згадати серце тремтить, Орли летять, зірки світять, Край в оковах, ти далеко, А в очах сльози.
Gdyby orłem być,
Lot sokoli mieć!
Skrzydłem orlem lub sokolem
Unosić się nad Podolem, Tamtem życiem żyć!
Droga ziemia ta, Myśl ją moja zna!
Tam najpierwsze szczęście moje, Tam najpierwsze niepokoje, Tam najpierwsza łza!
Tam bym noc i dzień,
Jak zaklęty cień,
Tam bym latał jak wspomnienie, Pierś orzeźwiał, czerpał tchnienie, Boże! w orła zmień!
Gdyby gwiazdką być,
Nad Podolem tkwić!
Jasnem okiem w noc majową
Nad kochanki lubej głową,
Do poranka lśnić!
Albo z poza mgły, Zsyłać słodkie sny.
Jak w jeziora tle przejrzystem
Odbijać się światłem czystem
W kropelce jej łzy!
Potem cały dzień,
Jak zaklęty cień,
Niewidzianem patrząc okiem, Zachwycać się jej widokiem!
Boże! w gwiazdkę zmień!
Próżno się tych dni
Obraz duszy śni — Zapłacz luba gorzkim płaczem
Nad kochankiem i tułaczem, Co był miłym ci!
Potępieni my!
Wspomnieć serce drży, Orły lecą, gwiazdy świecą,

Kraj w okowach, ty daleko, А w oczach łzy
Вперше в Україні переклад поеми «Подолля» Мавриція Гославського здійснила поет і перекладач Юлія Лискун, і її видання приурочила 190 — річниці з часу написання поеми.
.